# Claudio Monti
Claudio Monti (Roma, 1782 ca. – Napoli, 25 novembre 1844) è stato uno scultore italiano.

## Biografia
Claudio Monti nacque a Roma nel 1782 dallo scultore ravennate Giovanni Battista (1753-1824) e da Anna Mini. Ebbe dodici fratelli e dal 1789 suo cugino Gaetano si trasferì presso la sua abitazione. Claudio Monti fu allievo di Canova e lavorò principalmente tra Roma e Napoli, dove nel 1822 venne nominato professore onorario dell'Accademia di Belle Arti. Per la Reggia di Caserta gli furono commissionati i busti di Murat e Carolina, poi rimossi con il ritorno sul trono di Napoli del re Borbone. In collaborazione con Valerio Villareale e Domenico Masucci prese parte alla realizzazione dei 12 bassorilievi con scene tratte dall'Iliade che ornano la sala di Marte della Reggia vanvitelliana. Per l'arco della pace di Milano eseguì il bassorilievo della battaglia di Kulm (1813). Nel 1819 gli fu commissionato il bassorilievo "Re Ferdinando incoronato da Urania" per il Salone delle Colonne dell'Osservatorio Astronomico di Capodimonte.
Tra le sue opere vanno indicate le due statue raffiguranti i santi Pietro e Paolo posti sull'altare della chiesa di San Martino vescovo di Nembro.